# (7519) Paulcook
(7519) Paulcook est un astéroïde de la ceinture principale.

## Description
(7519) Paulcook est un astéroïde de la ceinture principale. Il fut découvert le 31 octobre 1989 à Stakenbridge par Brian G. W. Manning. Il présente une orbite caractérisée par un demi-grand axe de 3,20 UA, une excentricité de 0,19 et une inclinaison de 2,3° par rapport à l'écliptique.

## Compléments